# Frangokastello
Frangokastello (Grieks: Φραγκοκάστελλο, Frankenkasteel) is een fort en plaatsje aan de zuidkust van het Griekse eiland Kreta. Het ligt in de gemeente (dimos) Sfakia.

## Geschiedenis
Het Venetiaanse fort werd gebouwd in 1371. Oorspronkelijk werd het genoemd naar de heilige Nikitas. Later kreeg het de naam Frangokastello; kasteel van de Franken. De Franken was in de Middeleeuwen in het oostelijke Middellandse Zeegebied een gebruikelijke naam voor West-Europeanen, waarbij de Venetianen ook ingedeeld werden.
Tijdens de Turkse overheersing van Kreta was Frangokastello meermaals het toneel van bloedige gevechten. In 1771 was het de plek waar de Griekse verzetsheld Daskalogiannis met zijn troepen heenvluchtte, nadat Chora Sfakion in handen was gevallen van de Turken. Hij gaf zich na belegering noodgedwongen over en werd kort daarna in Iraklion geëxecuteerd. In 1828, tijdens de Griekse Onafhankelijkheidsoorlog, bezetten opstandelingen onder leiding van Hatzimichalis Dalianis het fort, waarna ze belegerd werden door de Turkse leider Mustafabey. Dalianis en 385 van zijn mannen kwamen hierbij om het leven. Toen andere Griekse groeperingen de Turkse troepen aanvielen, kwamen ook 800 Turken om het leven, waarna Mustafabey de overgebleven Kretenzische strijders een vrije aftocht gaf.

## Ligging
Het fort ligt op een kleine vlakte aan de voet van het Kryoneritisgebergte. Sinds de jaren 90 is er sprake van enige toeristische ontwikkeling in de directe omgeving van het fort; er zijn hotels, appartementen en restaurants gebouwd en er is een klein haventje aangelegd. Bij Frangokastello ligt een breed zandstrand.

## Foto's

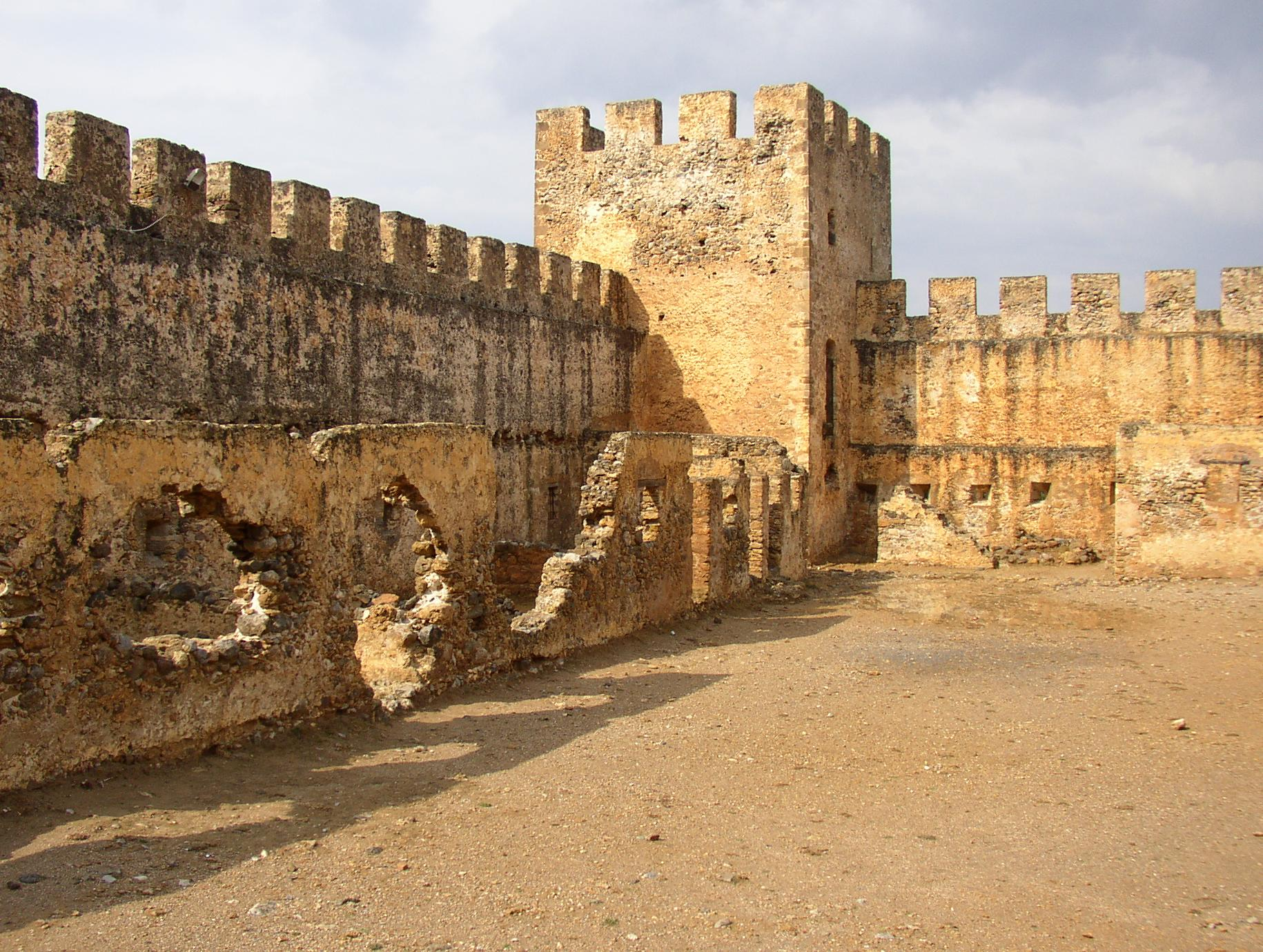
Fort